# Whatcheeriidae
Los watquéridos (Whatcheeriidae) son una familia de tetrápodos extintos, que vivieron en el subperiodo Misisípico, una subdivisión del periodo Carbonífero. Este contiene el género Pederpes, Whatcheeria y posiblemente Ossinodus.

## Taxonomía
Actualmente, usando la taxonomía cladistica moderna, Whatcheeriidae no es clasificado como un anfibio o ninguna otra clase, simplemente como una familia dentro de los tetrápodos, pero su relación con otros tetrápodos permanece poco clara.